# Cantone di Pujols
Il Cantone di Pujols era una divisione amministrativa dell'arrondissement di Libourne.
A seguito della riforma approvata con decreto del 20 febbraio 2014, che ha avuto attuazione dopo le elezioni dipartimentali del 2015, è stato soppresso.

## Composizione
Comprendeva i comuni di:
- Bossugan
- Civrac-sur-Dordogne
- Coubeyrac
- Doulezon
- Flaujagues
- Gensac
- Juillac
- Mouliets-et-Villemartin
- Pessac-sur-Dordogne
- Pujols
- Rauzan
- Sainte-Florence
- Sainte-Radegonde
- Saint-Jean-de-Blaignac
- Saint-Pey-de-Castets
- Saint-Vincent-de-Pertignas